# Rhodognaphalon mossambicense
Rhodognaphalon mossambicense là một loài thực vật có hoa thuộc họ Bombacaceae.
Loài này chỉ có ở Mozambique.